# Pygmaeascincus timlowi
Pygmaeascincus timlowi — вид сцинкоподібних ящірок родини сцинкових (Scincidae). Ендемік Австралії. Вид названий на честь австралійського герпетолога Тіма Лоу.

## Поширення і екологія
Pygmaeascincus timlowi поширені на сході Квінсленду, від півострова Кейп-Йорк на південь до Меандарри і Хелідона. Вони живуть у сухих склерофільних лісах і рідколіссях та в чагарникових заростях поясу Брігалу. Відкладають яйця, у кладці 1—2 яйця.